# Klingenthal
Klingenthal – miasto w Niemczech, w kraju związkowym Saksonia, w Rudawach (Vogtland), przy granicy z Czechami. Siedziba wspólnoty administracyjnej Klingenthal. 1 stycznia 2013 do miasta przyłączono gminę Zwota, która stała się jego dzielnicą. Do 29 lutego 2012 należała do okręgu administracyjnego Chemnitz. Według danych na 31 grudnia 2022 zamieszkiwany przez 7764 osoby.
W mieście rozwinął się przemysł precyzyjny oraz metalowy. Klingenthal zyskało sławę jako ośrodek sportów zimowych, a wcześniej jako miejsce produkcji instrumentów muzycznych (miasto należy do tzw. Musikwinkel – historycznego regionu produkcji instrumentów muzycznych, zlokalizowanego na obecnym pograniczu niemiecko-czeskim).

## Sport
Znajduje się tutaj ośrodek sportów zimowych. Na skoczni narciarskiej Vogtland Arena odbywają się zawody Pucharu Świata w skokach narciarskich i Letnie Grand Prix. Rekord tego obiektu ustanowiony został przez Michaela Uhrmanna podczas konkursu Pucharu Świata 2 lutego 2011 i wynosi 146,5 m.

## Miejscowości partnerskie
- Castelfidardo
- Kraslice
- Neuenrade